# Central hidroeléctrica Isla
La central hidroeléctrica Isla es una obra de ingeniería que transforma energía hidráulica en eléctrica por medio de una central hidroeléctrica de pasada con una potencia instalada de 37 MW.

Embalses y centrales hidroeléctricas en la cuenca del río Maule.